# Phare d’entrée pacifique (avant)
Le phare d’entrée pacifique (avant) est un phare actif d’alignement situé à Balboa, à l’embouchure du canal de Panama, dans la province de Panama. Il est géré par la Panama Canal Authority .

## Histoire
La première station de signalisation a été mise en service en 1914, sur la rive ouest du canal. Ce feu directionnel a été remplacé en 2010 par une tour plus élevée. Il est situé au nord du pont des Amériques.
Il fonctionne conjointement avec le phare d’entrée pacifique (arrière).

## Description
Ce phare est une tour quadrangulaire métallique à claire-voie, avec une galerie et une balise de 13 m de haut. La tour est peinte en blanc et porte des panneaux rectangulaires blancs comme marque de jour . Il émet, à une hauteur focale de 25 m, un feu fixe vert. Sa portée est de 14 milles nautiques (environ 26 km).
Identifiant : ARLHS : PAN032 - Amirauté :
G3200 - NGA : 111-0104.
|                    |
| Pont des Amériques |

### Lien connexe
- Liste des phares du Panama